# Аль-Ахли (женский баскетбольный клуб)
Аль-Ахли женский баскетбольный клуб (араб. النادي الأهلي‎ / النادي الأهلي لكرة السلة للسيدات) — находится в Каире, Египте который в настоящее время выступает в высшем дивизионе египетской баскетбольной лиги. Клуб, получивший прозвище «Красные дьяволы», выиграл чемпионат арабских женских клубов по баскетболу в 1996 году. Клуб также является 16-кратным победителем женской баскетбольной лиги Египта и 13-кратным обладателем Кубка Египта по баскетболу.

## Достижения
Кубок чемпионов женских клубов ФИБА в Африке
- 2-е место, серебряный призер(и), занявшие вторые места (1): 2024